# Сенаки
Сенаки (груз. სენაკი) је град у Грузији у регији Мегрелија-Горња Сванетија. Према процени из 2014. у граду је живело 21.596 становника.

## Становништво
Према процени, у граду је 2014. живело 21.596 становника.
| 1989.  | 2002.  | 2014   |
| ------ | ------ | ------ |
| 29.161 | 27.703 | 21.596 |